# Волькаций Седигит
Волька́ций Седи́гит (лат. Volcacius Sedigitus; II—I века до н. э.) — римский поэт, грамматик, литературовед.

## Биография
О жизни Волькация ничего неизвестно; впрочем, Плиний Старший предполагает, что свой когномен Седигит («шестипалый») он приобрёл из-за врождённой аномалии — полидактилии.
Написал дидактическую книгу «О поэтах» (лат. De poetis), изложенную в стихотворной форме (13 стихов), где поэты классифицировались по жанрам. От неё сохранился единственный фрагмент, цитируемый Авлом Геллием, в котором он ранжирует десять лучших комедиографов по юмористическому потенциалу, славе и таланту:
1) Цецилий Стаций;
2) Тит Макций Плавт;
3) Гней Невий;
4) Лициний Имбрекс;
5) Марк Атилий;
6) Публий Теренций Афр;
7) Секст Турпилий;
8) Квинт Трабея;
9) Лусций Ланувин;
10) Квинт Энний.
Его характеристику десяти поэтов упоминает Светоний в книге «О поэтах», также цитирует два фрагмента из неё. Фрагменты представляют сведения из жизни Теренция.